# Flainval
Flainval est une commune française située dans le département de Meurthe-et-Moselle en région Grand Est.

## Géographie
La commune de Flainval est distante de 9 km de Lunéville et de 18 km de Nancy.
| Sommerviller         |            | Crévic    |
| Dombasle-sur-Meurthe | Flainval   |           |
|                      | Hudiviller | Anthelupt |

Le village est situé au fond d'une vallée étroite dont le sol est essentiellement calcaire. Deux parties (Flainval-Haut et Flainval-Bas) sont séparées par l'église. De nombreux lieux-dits sont décrits dans la monographie de 1888.
Aucun cours d'eau ne traverse la commune si ce n'est le ruisseau le Moulnot à la limite avec Crévic.
On attribue le surnom de Renard aux habitants sans en connaître la raison.

### Hydrographie
La commune est dans le bassin versant du Rhin au sein du bassin Rhin-Meuse. Elle est drainée par le ruisseau d'Herbinval et le ruisseau le Moulnot,.

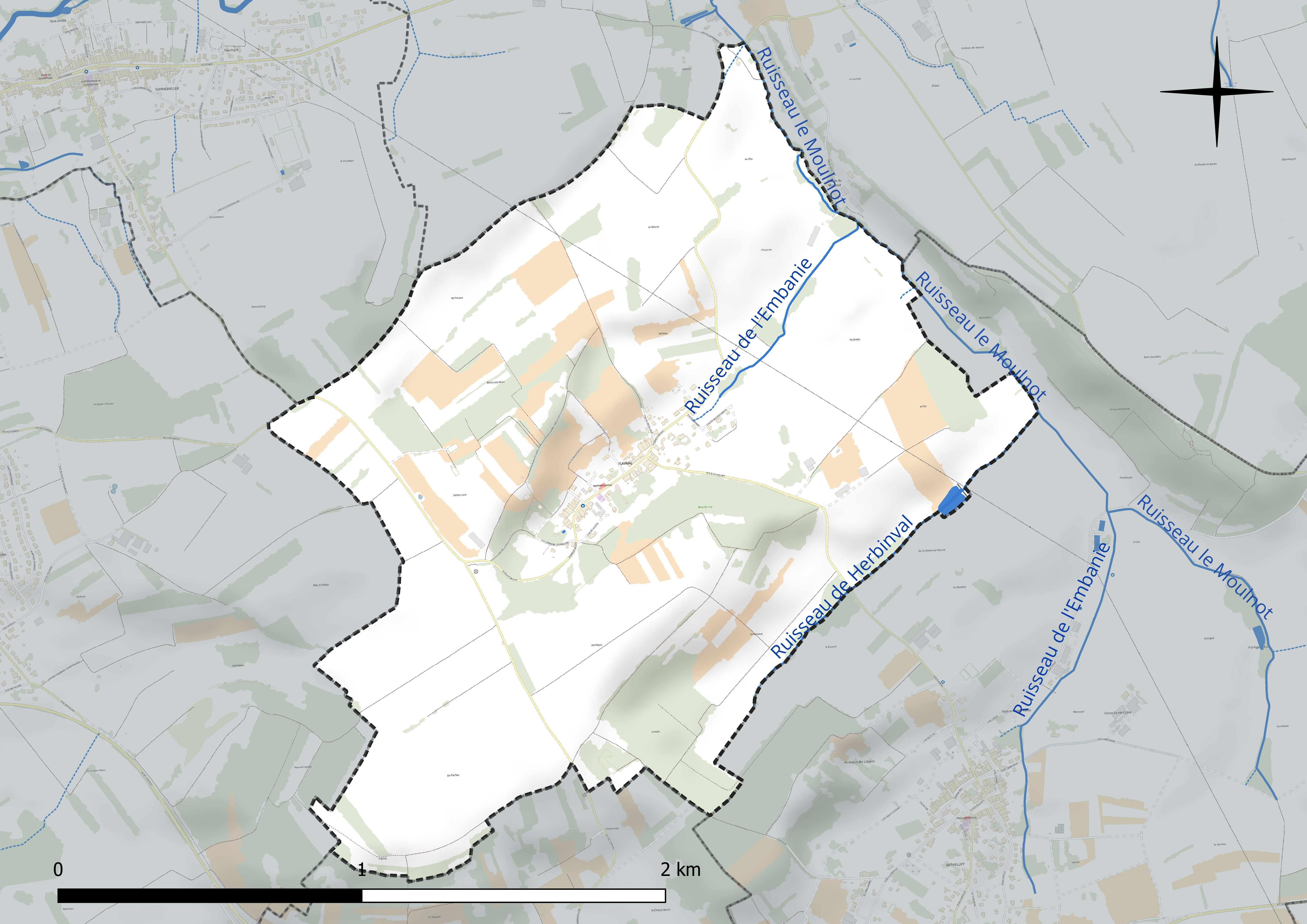
Réseau hydrographique de Flainval.

### Climat
Pour des articles plus généraux, voir Climat du Grand Est et Climat de Meurthe-et-Moselle.
En 2010, le climat de la commune est de type climat des marges montargnardes, selon une étude du Centre national de la recherche scientifique s'appuyant sur une série de données couvrant la période 1971-2000. En 2020, Météo-France publie une typologie des climats de la France métropolitaine dans laquelle la commune est exposée à un climat semi-continental et est dans la région climatique  Lorraine, plateau de Langres, Morvan, caractérisée par un hiver rude (1,5 °C), des vents modérés et des brouillards fréquents en automne et hiver. 
Pour la période 1971-2000, la température annuelle moyenne est de 9,6 °C, avec une amplitude thermique annuelle de 16,9 °C. Le cumul annuel moyen de précipitations est de 769 mm, avec 11,8 jours de précipitations en janvier et 9,7 jours en juillet. Pour la période 1991-2020, la température moyenne annuelle observée sur la station météorologique de Météo-France la plus proche, « Nancy-Essey », sur la commune de Tomblaine à 15 km à vol d'oiseau, est de 11,0 °C et le cumul annuel moyen de précipitations est de 746,3 mm. 
La température maximale relevée sur cette station est de 40,1 °C, atteinte le 24 juillet 2019 ; la température minimale est de −24,8 °C, atteinte le 21 février 1956,,. 
Les paramètres climatiques de la commune ont été estimés pour le milieu du siècle (2041-2070) selon différents scénarios d'émission de gaz à effet de serre à partir des nouvelles projections climatiques de référence DRIAS-2020. Ils sont consultables sur un site dédié publié par Météo-France en novembre 2022.

## Urbanisme

### Typologie
Au 1er janvier 2024, Flainval est catégorisée commune rurale à habitat dispersé, selon la nouvelle grille communale de densité à sept niveaux définie par l'Insee en 2022.
Elle est située hors unité urbaine. Par ailleurs la commune fait partie de l'aire d'attraction de Nancy, dont elle est une commune de la couronne,. Cette aire, qui regroupe 353 communes, est catégorisée dans les aires de 200 000 à moins de 700 000 habitants,.

### Occupation des sols
L'occupation des sols de la commune, telle qu'elle ressort de la base de données européenne d’occupation biophysique des sols Corine Land Cover (CLC), est marquée par l'importance des territoires agricoles (88,9 % en 2018), une proportion identique à celle de 1990 (88,9 %). La répartition détaillée en 2018 est la suivante : prairies (46,2 %), terres arables (35,1 %), zones urbanisées (7 %), zones agricoles hétérogènes (6,9 %), forêts (4,2 %), cultures permanentes (0,7 %). L'évolution de l’occupation des sols de la commune et de ses infrastructures peut être observée sur les différentes représentations cartographiques du territoire : la carte de Cassini (XVIIIe siècle), la carte d'état-major (1820-1866) et les cartes ou photos aériennes de l'IGN pour la période actuelle (1950 à aujourd'hui).

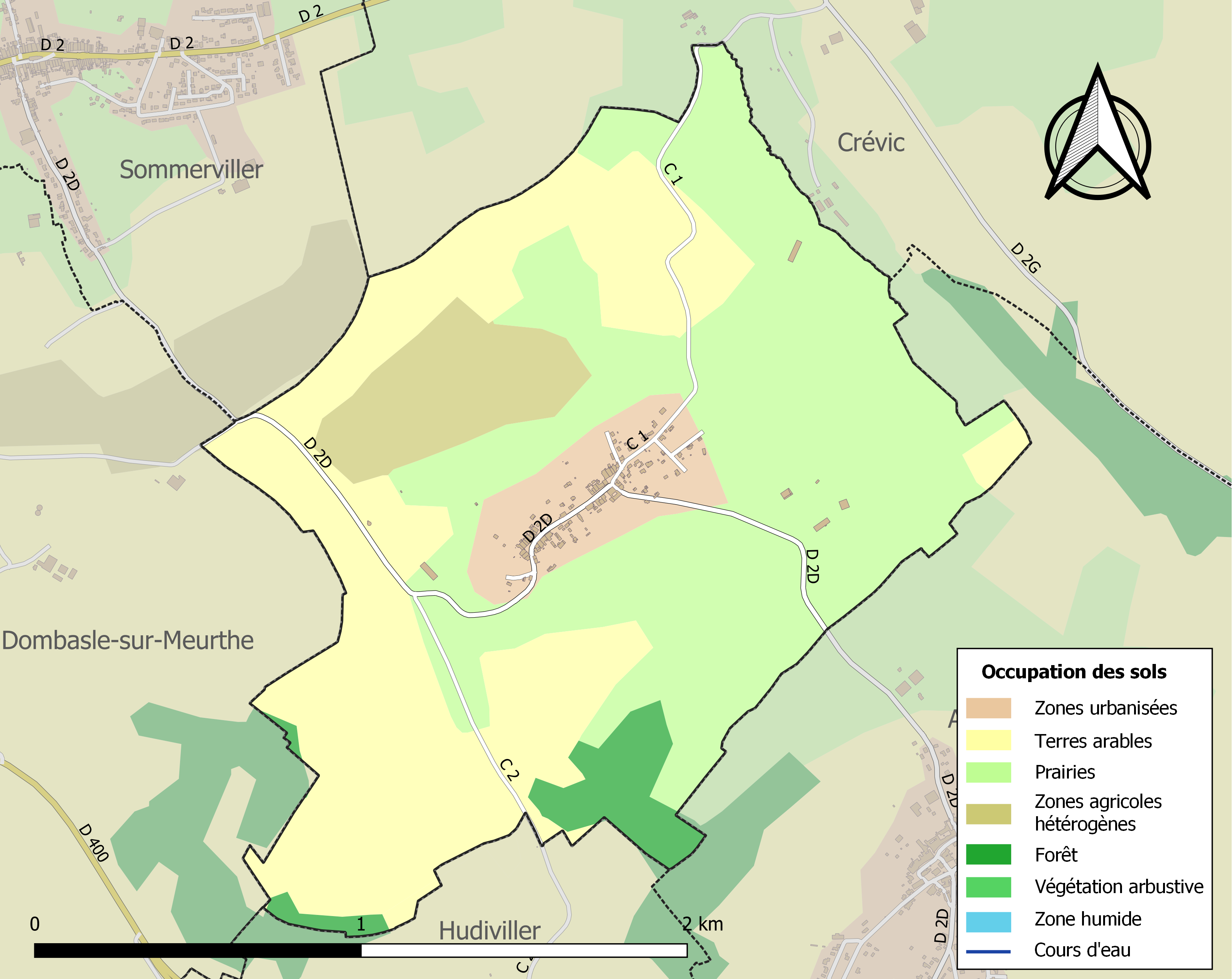
Carte des infrastructures et de l'occupation des sols de la commune en 2018 (CLC).

## Toponymie
Henri Lepage dans le dictionnaire topographique de la Meurthe donne plusieurs formes anciennes : Fleinvalz en 1445, Flainvaulx en 1522, Flainvalle d'après Cassini et enfin Flainval.

## Histoire
Aucun écrit ancien ne fait mention de ce village. Il est attaché à la seigneurie du ban de Crévic au XVIe siècle. Flainval, dépendant des autres villages environnants, est annexé à Sommerviller en 1768 puis à Anthelupt en 1802 et enfin à Hudiviller.

## Héraldique
| Blason de Flainval | Blason  | Blasonnement : de sinople au pal d’argent à 3 croisettes disposées 2 et 1 de l’un en l’autre. |
| Blason de Flainval | Détails | Le statut officiel du blason reste à déterminer.                                              |

## Politique et administration
| Période                                  | Période                   | Identité                                              | Étiquette | Qualité                       |
| ---------------------------------------- | ------------------------- | ----------------------------------------------------- | --------- | ----------------------------- |
| Les données manquantes sont à compléter. |                           |                                                       |           |                               |
| mars 2001                                | 2014                      | Claude Oger                                           |           |                               |
| mars 2014                                | En cours (au 23 mai 2020) | Jean-Pierre Jacquemin, Réélu pour le mandat 2020-2026 |           | Ancien agriculteur exploitant |

## Économie
L'activité était essentiellement agricole mais en 1886 la population fut en légère augmentation à cause du développement de l'usine Solvay à Dombasle-sur-Meurthe et les sondages exécutés sur le territoire de Flainval.

## Démographie
L'évolution du nombre d'habitants est connue à travers les recensements de la population effectués dans la commune depuis 1793. Pour les communes de moins de 10 000 habitants, une enquête de recensement portant sur toute la population est réalisée tous les cinq ans, les populations de référence des années intermédiaires étant quant à elles estimées par interpolation ou extrapolation. Pour la commune, le premier recensement exhaustif entrant dans le cadre du nouveau dispositif a été réalisé en 2006.

En 2022, la commune comptait 161 habitants, en évolution de −21,08 % par rapport à 2016 (Meurthe-et-Moselle : −0,13 %, France hors Mayotte : +2,11 %).
| 1793 | 1800 | 1806 | 1821 | 1831 | 1836 | 1841 | 1846 | 1851 |
| ---- | ---- | ---- | ---- | ---- | ---- | ---- | ---- | ---- |
| 159  | 179  | 183  | 194  | 202  | 195  | 183  | 184  | 168  |

| 1856 | 1861 | 1872 | 1876 | 1881 | 1886 | 1891 | 1896 | 1901 |
| ---- | ---- | ---- | ---- | ---- | ---- | ---- | ---- | ---- |
| 149  | 166  | 165  | 168  | 178  | 189  | 152  | 146  | 154  |

| 1906 | 1911 | 1921 | 1926 | 1931 | 1936 | 1946 | 1954 | 1962 |
| ---- | ---- | ---- | ---- | ---- | ---- | ---- | ---- | ---- |
| 149  | 153  | 154  | 149  | 127  | 118  | 112  | 132  | 125  |

| 1968 | 1975 | 1982 | 1990 | 1999 | 2006 | 2011 | 2016 | 2021 |
| ---- | ---- | ---- | ---- | ---- | ---- | ---- | ---- | ---- |
| 90   | 112  | 124  | 133  | 160  | 191  | 211  | 204  | 175  |

| 2022 | - | - | - | - | - | - | - | - |
| ---- | - | - | - | - | - | - | - | - |
| 161  | - | - | - | - | - | - | - | - |

## Culture locale et patrimoine

### Lieux et monuments
- Ancien ermitage et sa chapelle Sainte-Lucie construits en 1600 et détruits en 1863[23].
- Église Saint-Gérard (XIXe siècle).

### Personnalités liées à la commune
- Ernest Bichat (1845-1905), doyen de la Faculté des sciences de Nancy et président du conseil général de Meurthe-et-Moselle dont la famille maternelle est originaire de Flainval.

### Activités culturelles
- Foyer rural de Flainval, association de loisirs[24] et vie sociale[25], a fêté ses 60 ans en 2018[26].
- Les randonneurs de Flainval et du Sanon[27].

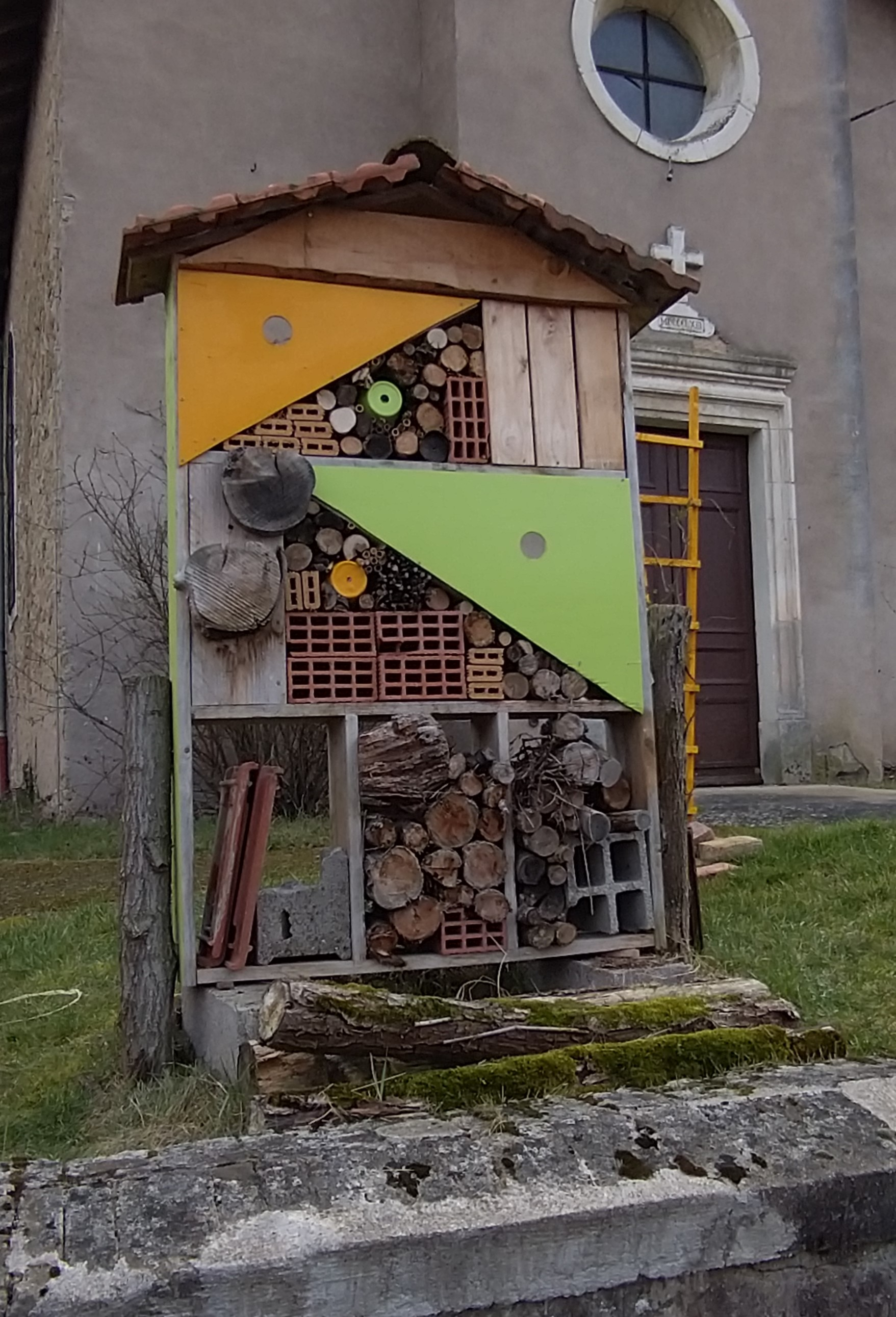
Hôtel des insectes.
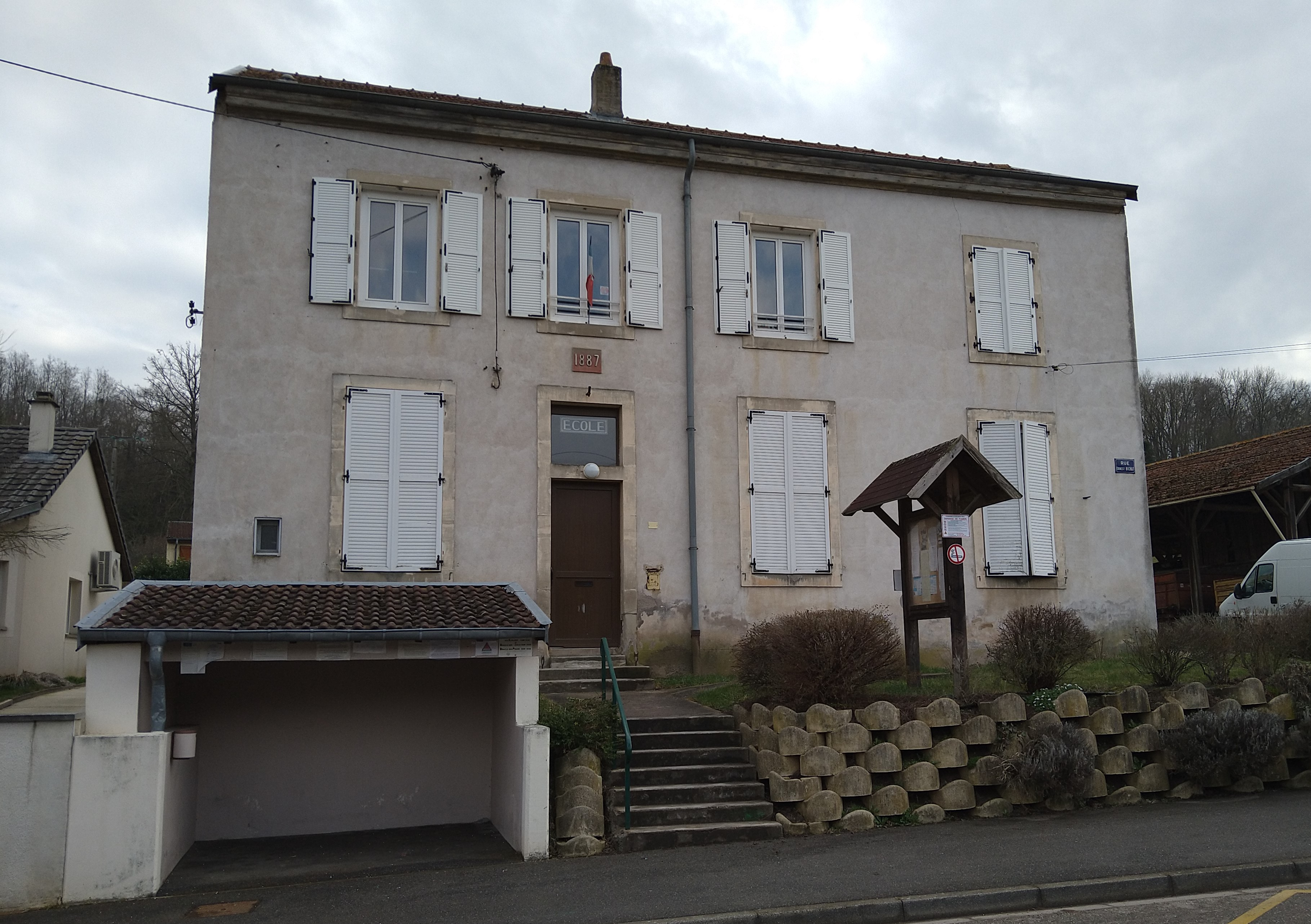
École primaire.
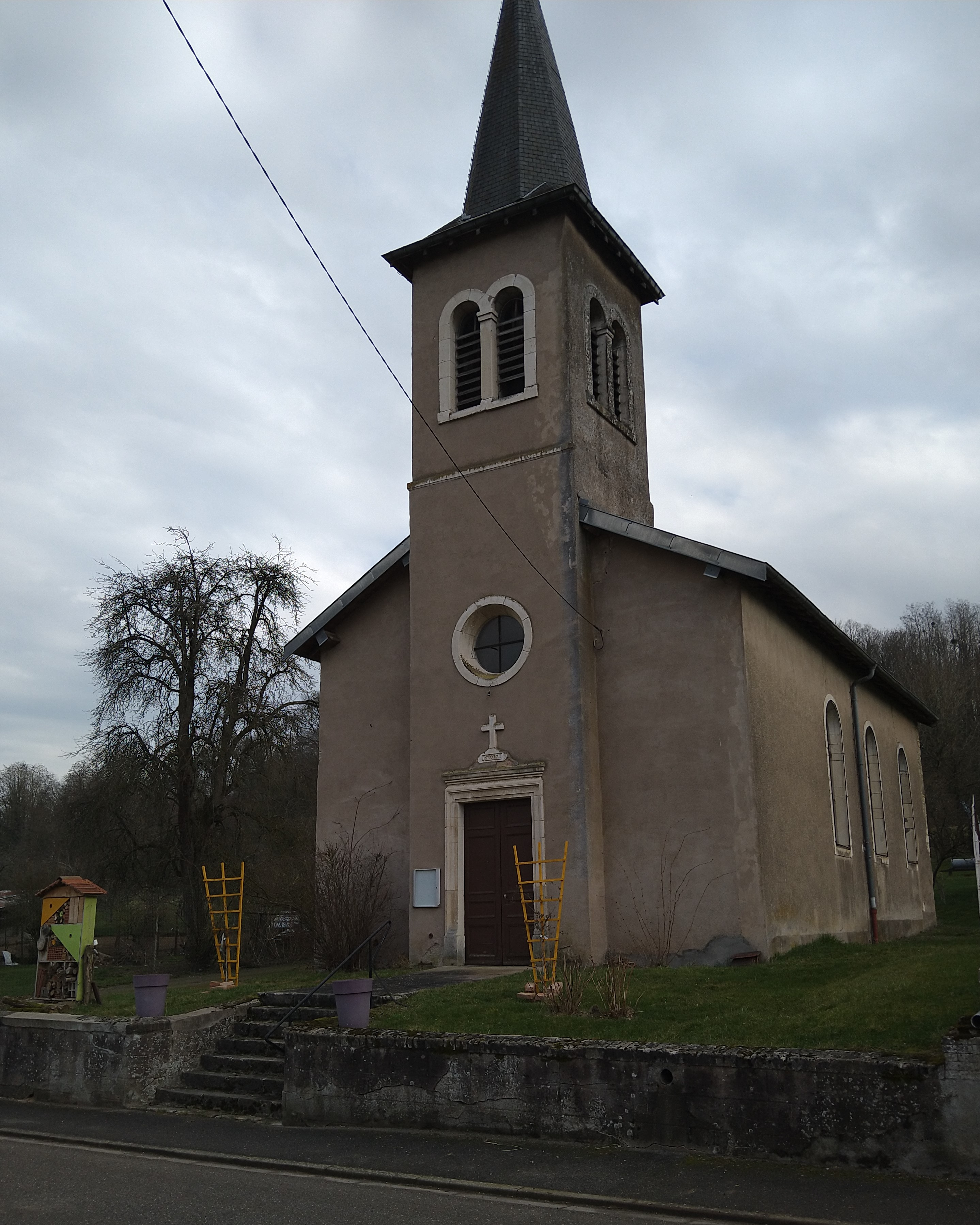
Église Saint-Gérard.

.